# بازتاب (وبگاه)
بازتاب یک وب سایت خبری به زبان فارسی بود که دوره اول از سال ۱۳۸۱ تا سال ۱۳۸۶ به مدت ۵ سال در زمینه‌های سیاست، فرهنگ، اقتصاد، جامعه، ورزش، چندرسانه‌ای و بین‌الملل فعالیت می‌کرد.
این وب سایت توسط فؤاد صادقی به همراه جمعی از دوستان روزنامه‌نگارش در پاییز سال ۱۳۸۱ راه اندازی شد.
در آن زمان به جز سایت‌های بی‌بی‌سی فارسی و گویانیوز، سایت خبری چندان فعالی وجود نداشت، به تدریج سایت «بازتاب» به دلیل رویکرد منتقدانه اش با استقبال مواجه شد. در شرایطی که هنوز فیلترینگ سایتهای خبری آغاز نگردیده بود، طی کمتر از یک سال از راه اندازی «بازتاب»، این سایت توانست از نظر تعداد مخاطب از دو رقیب جدی خود، یعنی بی‌بی‌سی فارسی و گویا نیوز پیشی بگیرد و در شرایطی که روزنامه‌های سیاسی کشور با تیراژی چند هزار الی چند ده هزار منتشر می‌شدند، بازتاب چندین برابر آنان را جذب کرد. البته یکی از عوامل اصلی موفقیت سایت بازتاب، انتساب آن به محسن رضایی، دبیر مجمع تشخیص مصلحت نظام بود که اعتبار اخبار و تحلیل‌های این رسانه را برای مخاطب تقویت می‌کرد. طراح لوگوی سایت روح‌الله بلوردی بود.

## انتشار فیلم و بخشی از سخنانمحمود احمدی‌نژاددر مورد هاله نور
پیرو انتشار اخبار و شایعات مختلف دربارهٔ دیدار رئیس‌جمهور وقت، محمود احمدی‌نژاد با عبدالله جوادی آملی و اظهارات محمود احمدی‌نژاد در این دیدار، راجع به سفر وی به سازمان ملل، «بازتاب» بخشی از گفتگوهای این ملاقات را منتشر کرد. در این ملاقات، محمود احمدی‌نژاد ادعا می‌کند هنگام وارد شدن اش به مقر سازمان ملل و سخنرانی در آن برخی از نزدیکان وی، او را در هاله نوری دیده‌اند و خود وی نیز این احساس کرده‌ که هاله نوری وی را احاطه کرده است.

## فاش کردن ارتباط عقیدتی بینمحمود احمدی‌نژادو سعید امامی
پس از انتشار نظرات جنجال‌برانگیز محمود احمدی‌نژاد رئیس دولت هشتم در مورد هولوکاست و بازتاب جهانی آن، وب‌سایت بازتاب فاش کرد سعید امامی، معاون وقت امنیتی وزارت اطلاعات، ده سال پیش در سال ۱۳۷۵، نخستین مقام رده بالای ایرانی بوده است که بحث زیر سؤال بردن کشتار یهودیان در جنگ جهانی دوم را مطرح کرده است.
بنا بر بررسی‌های خبرنگار «بازتاب»، سعید امامی (اسلامی) که معاونت امنیتی وزارت اطلاعات را در دوره علی فلاحیان بر عهده داشت، در سال ۱۳۷۵ و پس از برگزاری انتخابات مجلس پنجم، در جلسه سخنرانی و پرسش و پاسخی در دانشگاه بوعلی همدان با تشکیک در آمار رسمی شش میلیون کشته یهودی در جنگ جهانی دوم، به نقل از دوستان نازی و نئونازی خود، رقم این کشتار را ۲۵۰ هزار نفر اعلام می‌کند.

## توقف کار
در طول ریاست جمهوری محمد خاتمی در دولت هشتم، سایت بازتاب به جهت انتقاد از عملکرد تیم مذاکره‌کننده هسته ای سه بار با شکایت دبیرخانه شورای عالی امنیت ملی فیلتر شد، اما هر بار، چند روز تا یک ماه پس از فیلتر شدن، با پیگیریهای قضایی رفع فیلتر شد.
در زمان ریاست جمهوری محمود احمدی‌نژاد در دولت نهم، با انتقادات بازتاب از دولت نهم و شکایتهای مکرر دولت از این سایت، حکم فیلتر از سوی دستگاه قضایی صادر نشد و دولت ناگزیر شد کارگروهی از هیئت دولت را برای فیلتر کردن سایتهای اینترنتی تشکیل دهد؛ کارگروهی که شاید تنها تصمیم آن فیلتر کردن سایت بازتاب بود، زیرا پس از انجام این وظیفه، به دلیل مشکلات قانونی و تزاحم با قانون مطبوعات، کارگروه شورایعالی انقلاب فرهنگی و دستگاه قضایی منحل گردید.
سایت بازتاب در بهمن ماه سال ۱۳۸۵ فیلتر گردید و با وجود لغو حکم فیلترینگ آن توسط دیوان عدالت اداری، با پیگیری‌های صفارهرندی، وزیر ارشاد دولت نهم، فیلتر آن ادامه یافت و سپس با دستور سعید مرتضوی، دادستان وقت تهران در شهریور ماه ۱۳۸۶ پلمپ شد.
سردار سرتیپ امیرعلی امیری پس از یک و نیم سال فعالیت بازتاب، به آن پیوسته بود و تا هنگام توقف کار بازتاب در آن حضور داشت. وی به عنوان یکی از مسئولان این سایت در شورای سیاستگذاری و هیئت امنا فعالیت داشته ومطالبی را نیز می‌نوشته‌است. امیری بعد از توقف کار بازتاب، وب سایت تابناک را راه اندازی کرد.
در زمان پلمپ دفتر وب سایت بازتاب، مدیر مسئول آن محمدجواد بربریان بود. وی آخرین مدیرمسئول این وب سایت بود.

## بازگشت دوباره بازتاب
در سال ۹۶ سایت بازتاب مجدداً با مجوز جدید از وزرات فرهنگ و ارشاد اسلامی شروع به فعالیت کرد
این سایت رسانه‌ای خبری و تحلیلی مستقل است که با رویکردی نوین و خلاقانه فعالیت می‌کند. رسالت اصلی این پایگاه خبری، اطلاع‌رسانی و تنویر افکار عمومی در راستای سیاست‌ها و موازین اسلامی و ایرانی است.
خط مشی اصلی بازتاب انتشار صحیح و اطلاع‌رسانی دقیق بدون جانبداری سیاسی و با رعایت و حفظ امانت داری در انتشار اخبار است.
تعامل و مشارکت دوسویه با مخاطبین و استفاده از نظرات، دیدگاه‌ها و گزارش‌های مردمی در امر اطلاع‌رسانی عمومی از اساسی‌ترین اهداف رسانه‌ای بازتاب است.
در حال حاضر بازتاب هیچگونه وابستگی به تیم قبلی و آقای محسن رضایی ندارد و کاملا مستقل اداره می شود.

## وب‌سایت‌های دنباله‌رو
طی حدود ۵ سال فعالیت بازتاب، بسیاری از سایت های خبری با الگو برداری از ظاهر و سبک خبرنویسی سایت بازتاب پا به عرصه رسانه گذاشتند.
تعدادی از کارکنان سایت بازتاب نیز اقدام به تأسیس سایتهای خبری دیگری نمودند که تعدادی از این رسانه‌ها، هم‌اکنون از سایت های پربیینده کشور محسوب می‌شوند.
مدتی پس از توقف وب سایت بازتاب، سایت تابناک با مدیر مسئولی سردار سرتیپ امیرعلی امیری و همکاری بعضی از کارکنان وب گاه بازتاب ولی بدون حضور فؤاد صادقی و همفکرانش و با حفظ شباهت گرافیکی و انتساب به محسن رضایی، به عنوان مشهورترین جایگزین سایت بازتاب شناخته شد و پربیینده‌ترین سایت خبری کشور شد.
فؤاد صادقی به همراه عده‌ای از همکاران خود در بازتاب وب سایت آینده نیوز را راه اندازی کردند؛ اما پس از ۳ سال به دلایلی ادامه ندادند و در ۱۵ دی ماه سال ۱۳۹۰ با انتشار یادداشتی آغاز به کار وب سایت خبری بازتاب امروز را اعلام کرد.
گرچه بازتاب امروز از همان شیوه فکری و مشی رسانه‌ای بازتاب استفاده می‌کند و به نوعی تداوم فعالیت بازتاب در فضای جدید شمرده می‌شد، اما این وب سایت نمی‌توانست راه اندازی مجدد وب سایت بازتاب باشد، زیرا حقوق مادی و معنوی وب سایت بازتاب متعلق به محسن رضایی و مؤسسین آن بود. هم‌چنین آدرس وب سایت بازتاب که توسط کارگروه دولتی فیلتر شده بود هم‌چنان فیلتر بود، کارگروهی که دیگر وجود خارجی نداشت و شوارایی فرا قوه‌ای جایگزین آن شده بود.